# Selenaspidus kamerunicus
Selenaspidus kamerunicus är en insektsart som beskrevs av Karl Hermann Leonhard Lindinger 1909. Selenaspidus kamerunicus ingår i släktet Selenaspidus och familjen pansarsköldlöss. Inga underarter finns listade i Catalogue of Life.